# Khu bảo tồn thiên nhiên Scandola
Khu bảo tồn thiên nhiên Scandola là một khu bảo tồn của Pháp, ở đảo Corse. Khu bảo tồn này được thành lập trong tháng 12 năm 1975, nằm trong khu Vườn vùng Corse, với diện tích 19,19 km², trong đó 9,19 km² trên đất và 10 km² trên biển). Vườn vùng Corse và khu bảo tồn thiên nhiên Scandola đã được UNESCO công nhận là Di sản thế giới từ năm 1983.

## Vị trí
Khu bảo tồn thiên nhiên nằm ở bờ biển trung tây của đảo Corse, giữa Punta Muchillina và Punta Nera và gồm cả Cape Girolata cùng Cape Porto.

## Nét vật lý đặc biệt
Khu bảo tồn này chia làm 2 khu vực: vịnh nhỏ Elpa Nera và bán đảo Scandola. Các vách đá dốc đứng và lởm chởm có nhiều hang động và bên sườn có vô số các đảo nhỏ không thể tới dược, cùng các vịnh nhỏ, như vịnh nhỏ Tuara. Bờ biển có các vách đá đỏ, trong đó có một số cao tới 900 m, các bãi biển bằng cát và các mũi biển.

## Khí hậu
Khí hậu vùng Địa Trung Hải, mùa hè khô và nóng.

## Việc bảo vệ
Năm 1930, một đạo luật cấm phá hoại hoặc làm thay đổi khu Vườn vùng Corse đã được ban hành. Khu bảo tồn thiên nhiên Scandola được bảo vệ nghiêm ngặt nhằm đưa khu vực này trở lại tình trạng tự nhiên của nó.

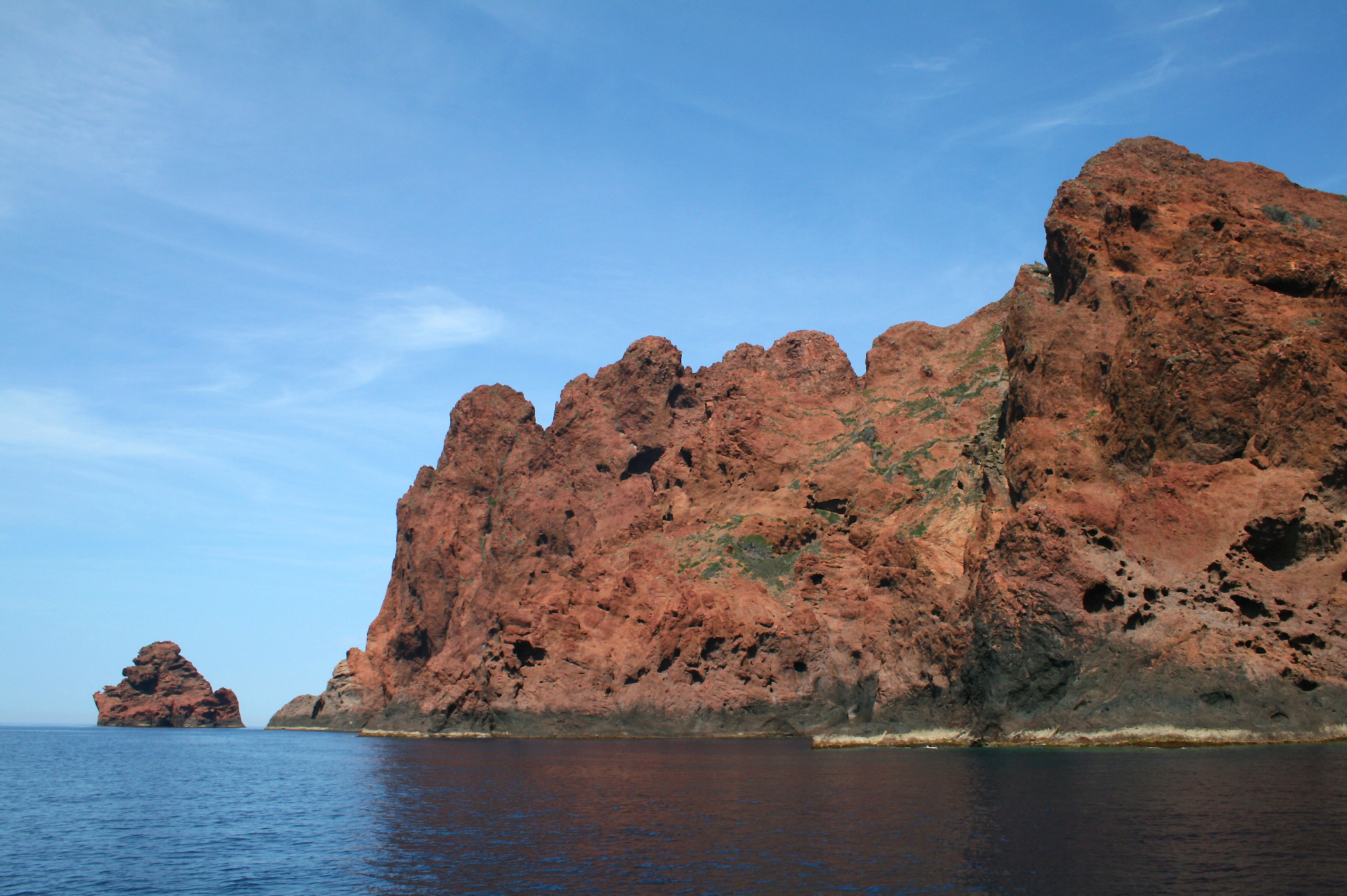
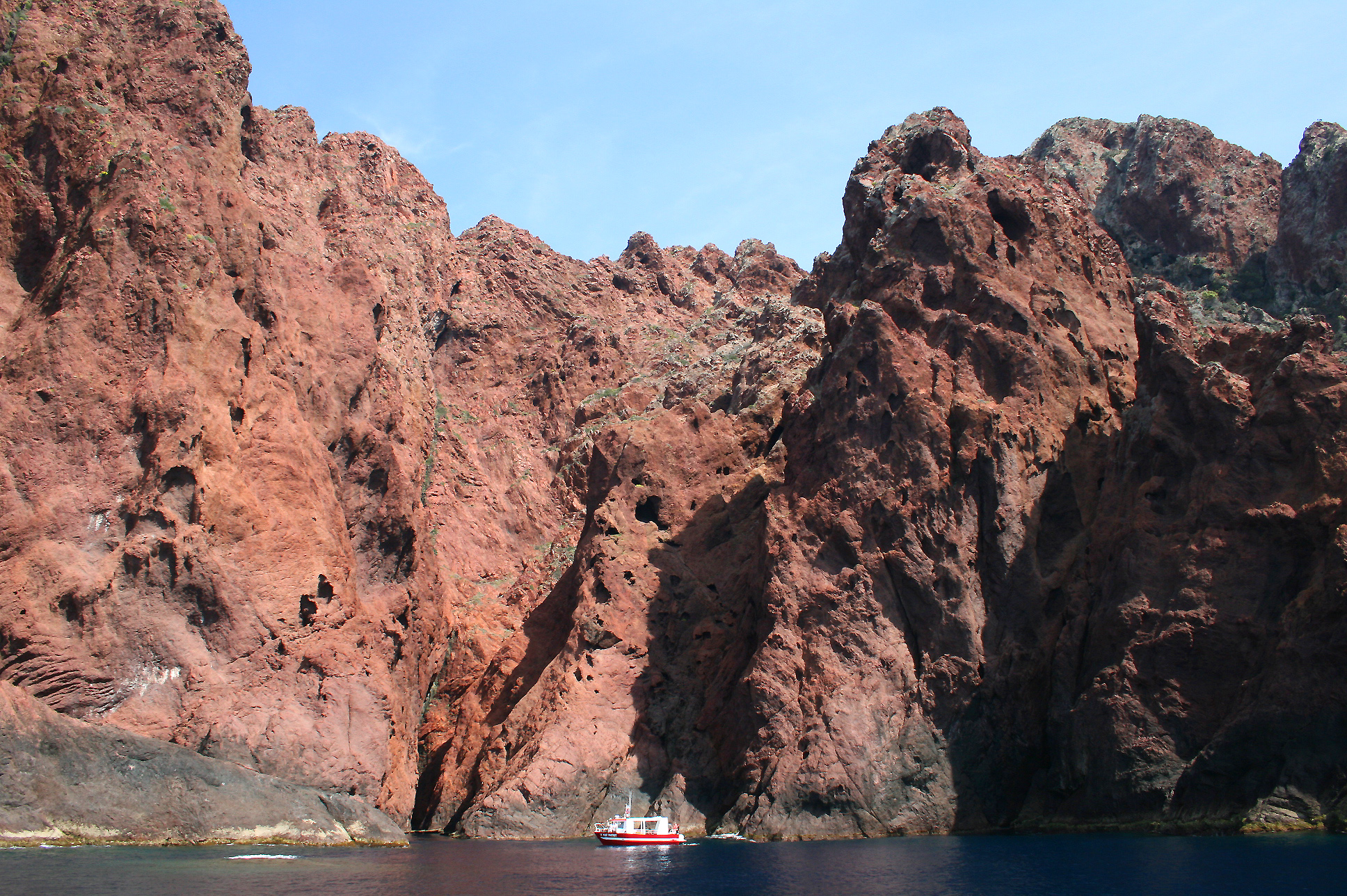
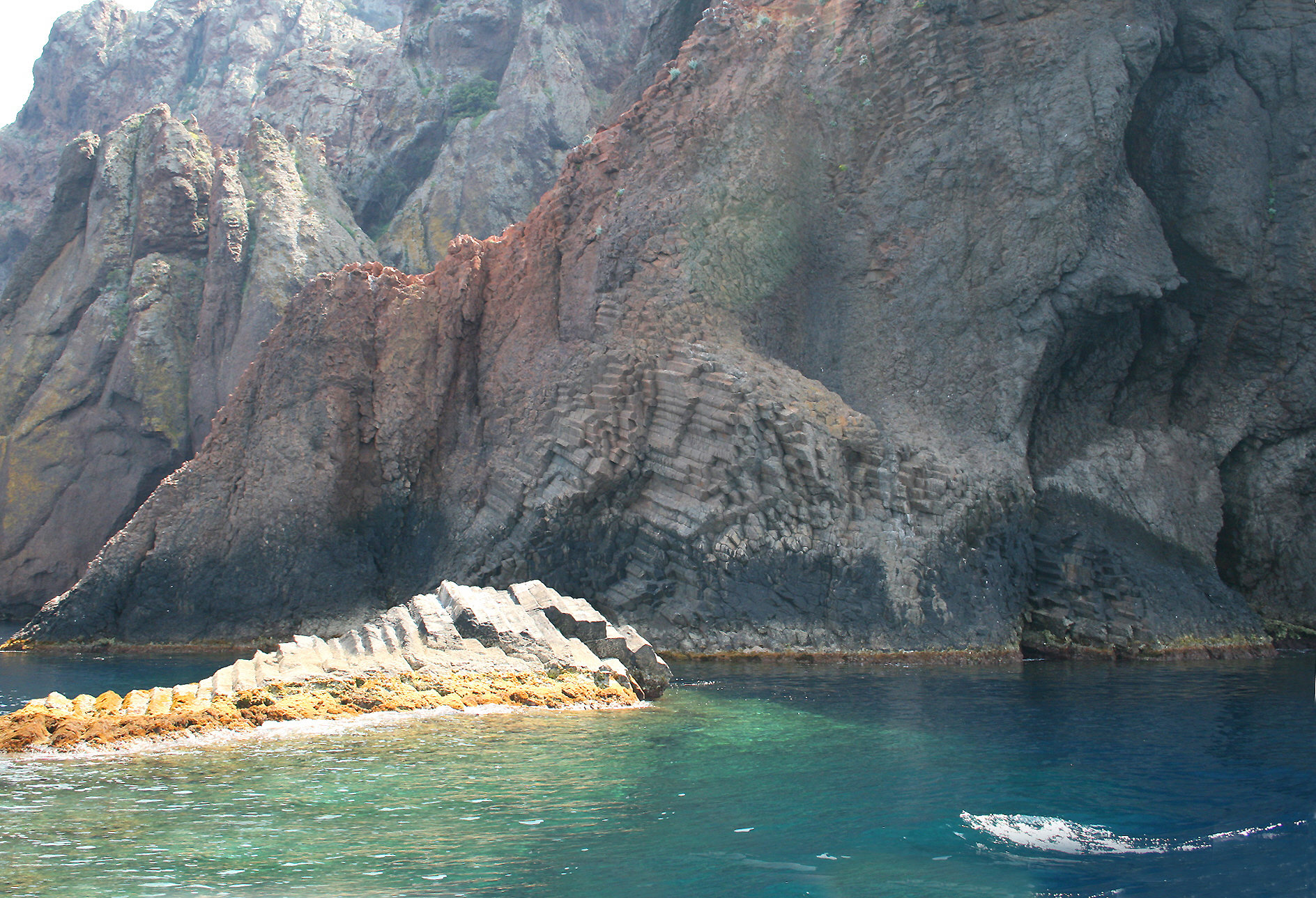
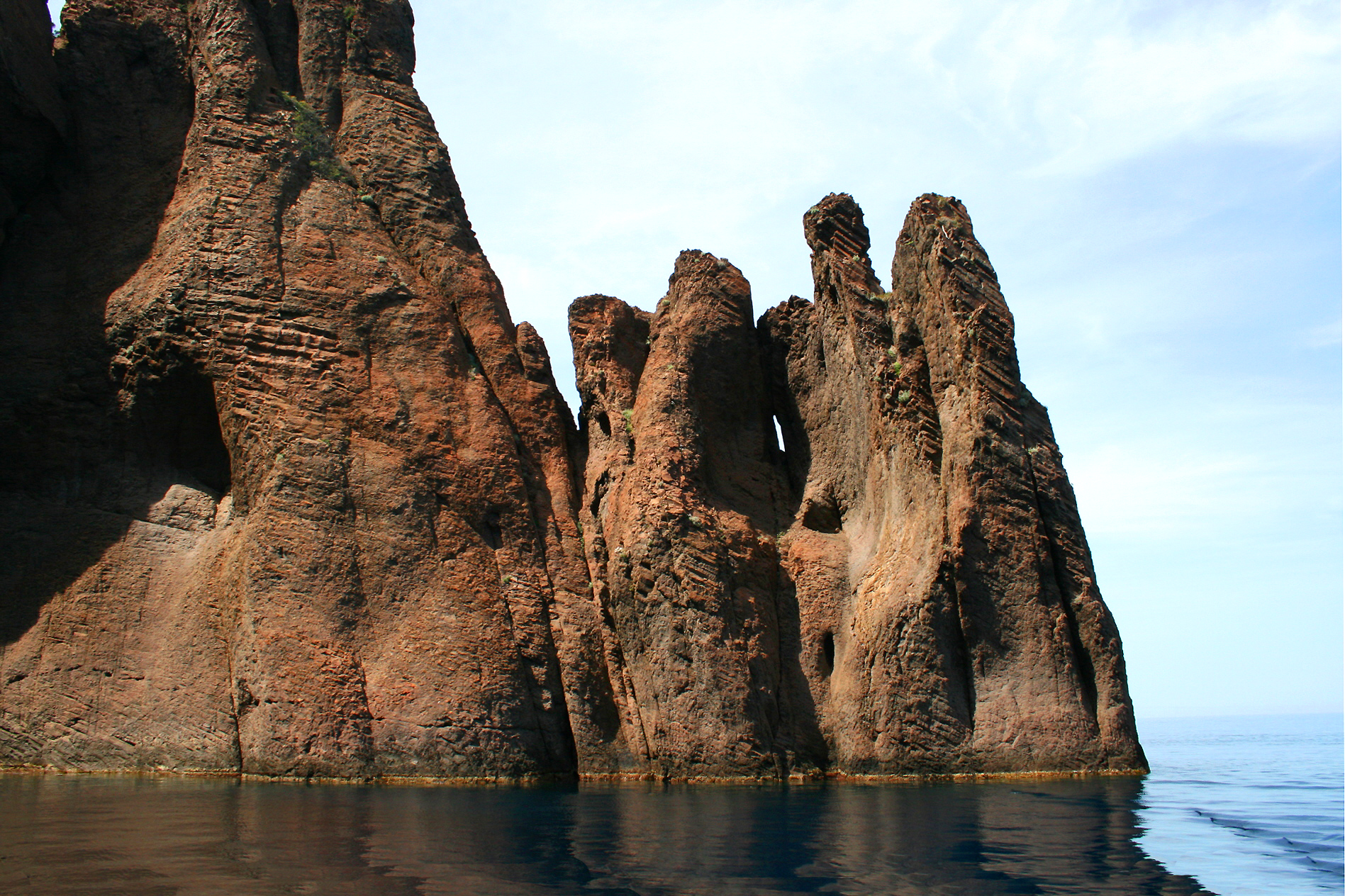
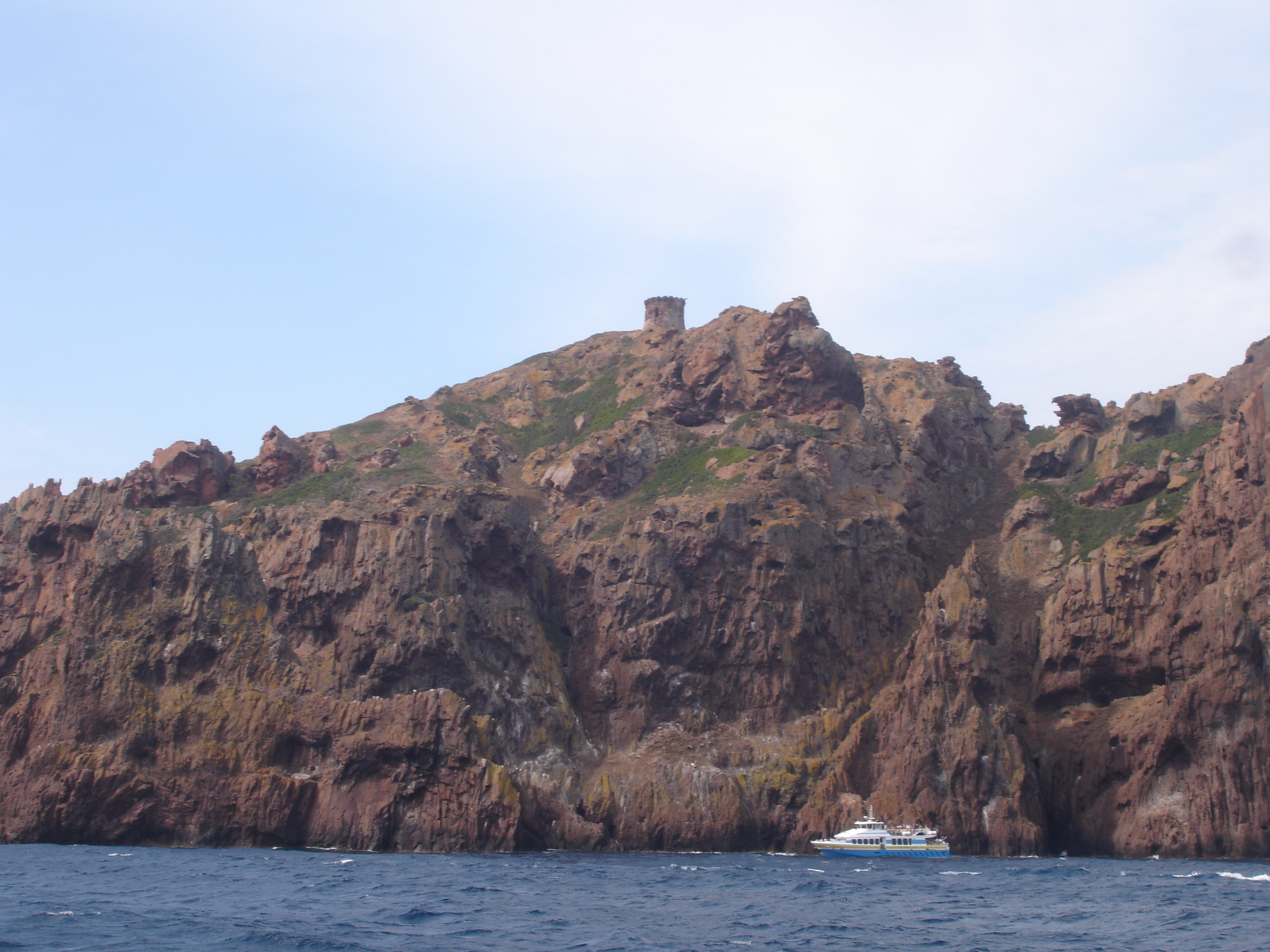
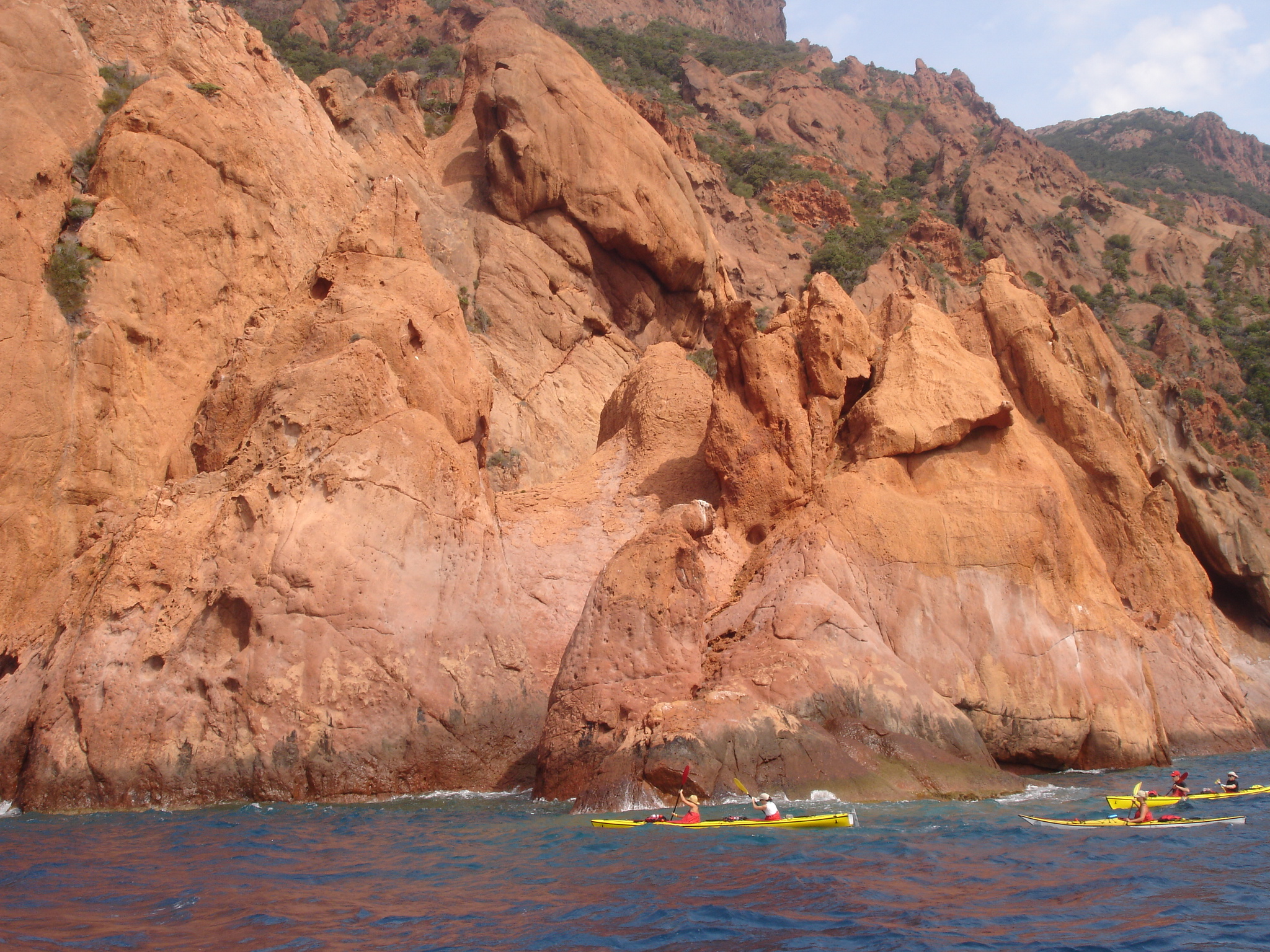
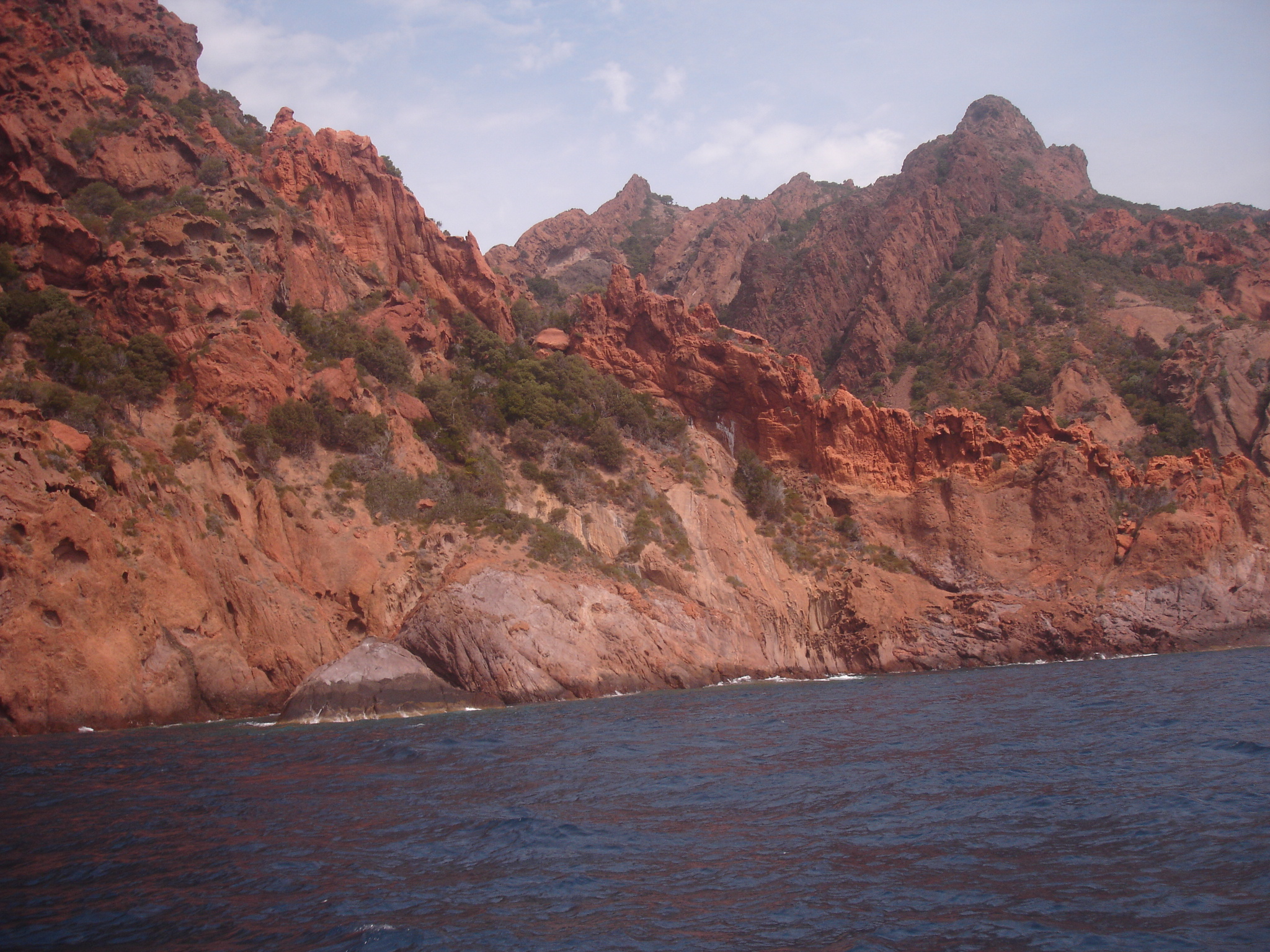
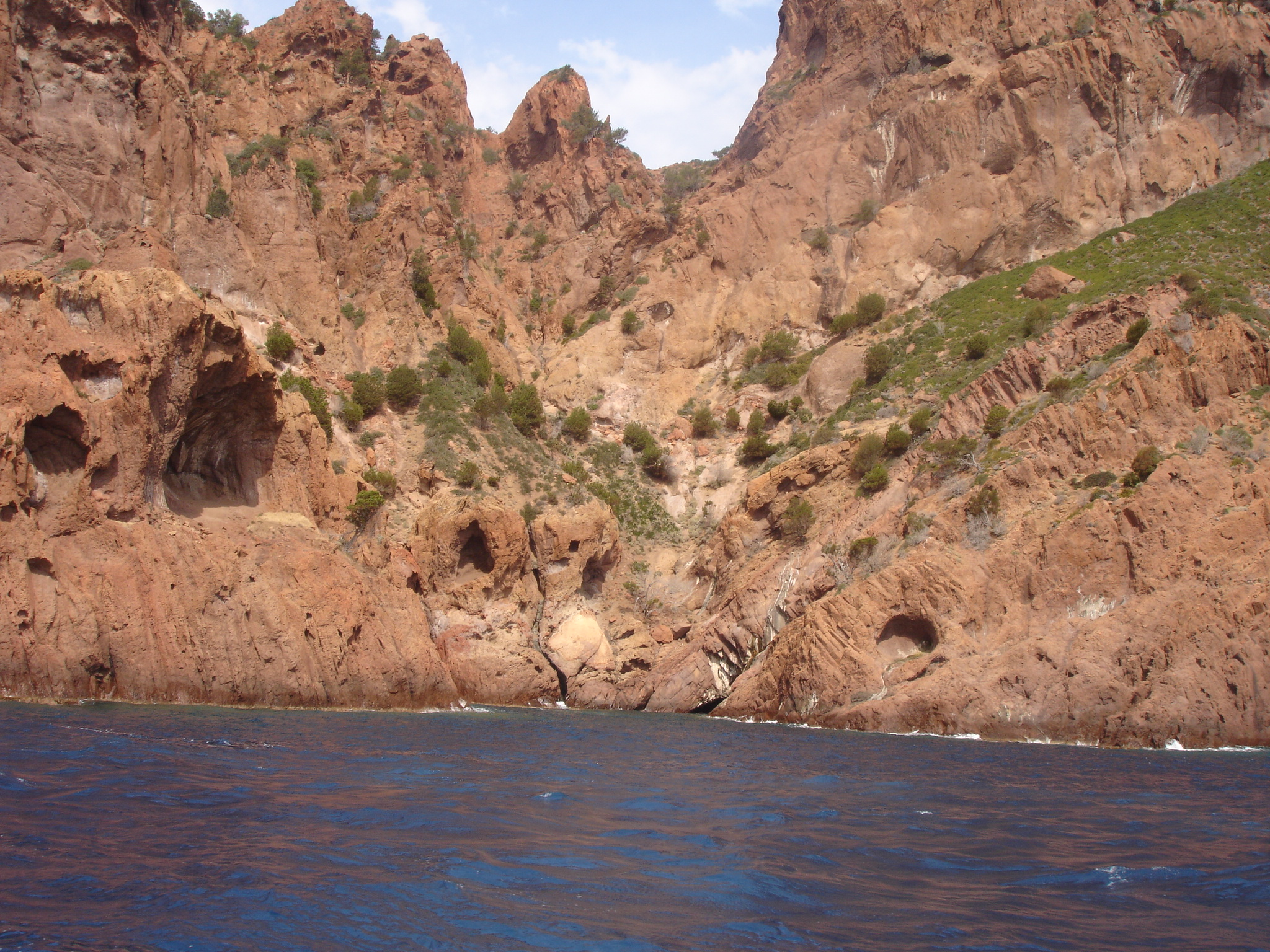
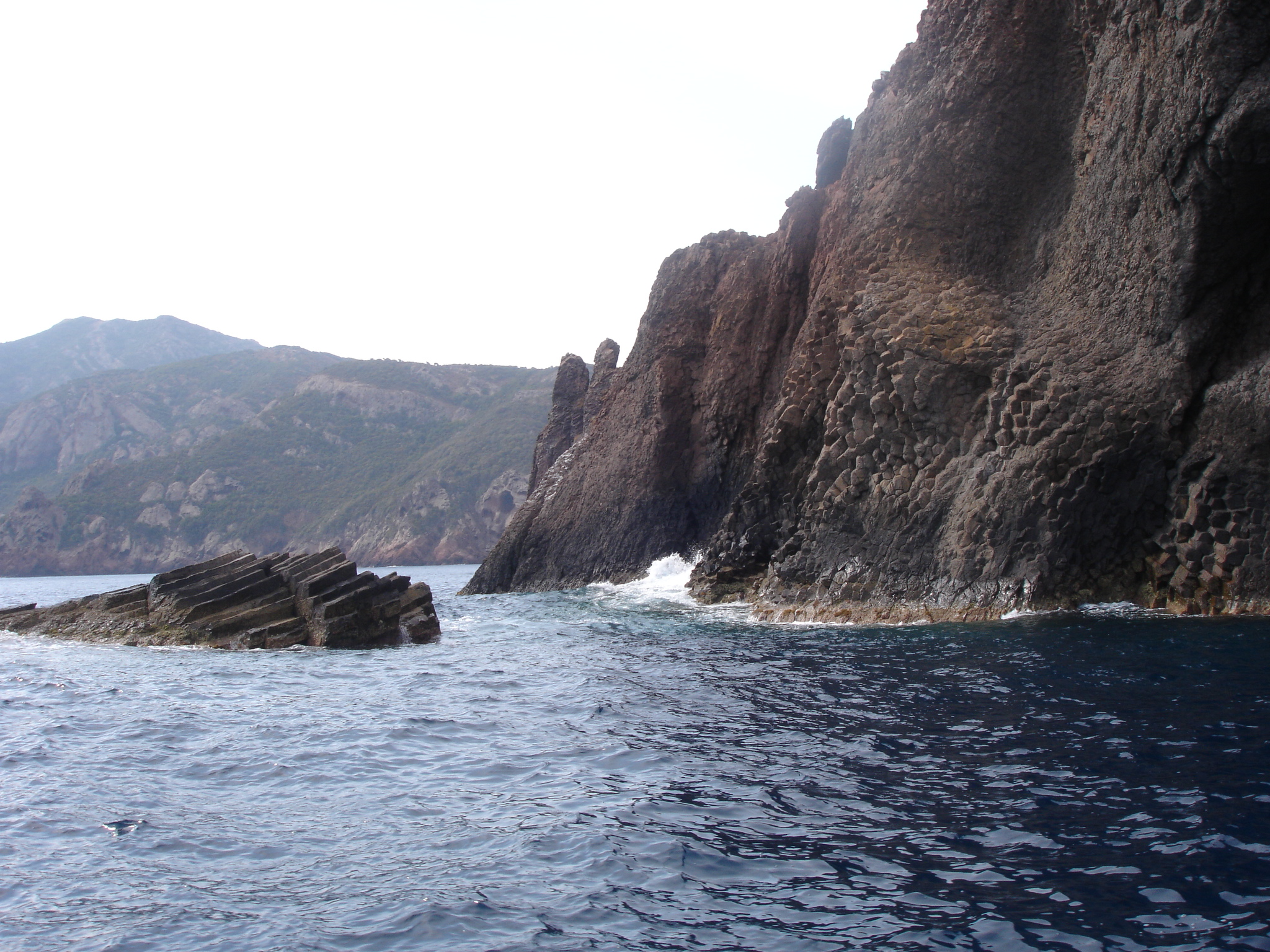
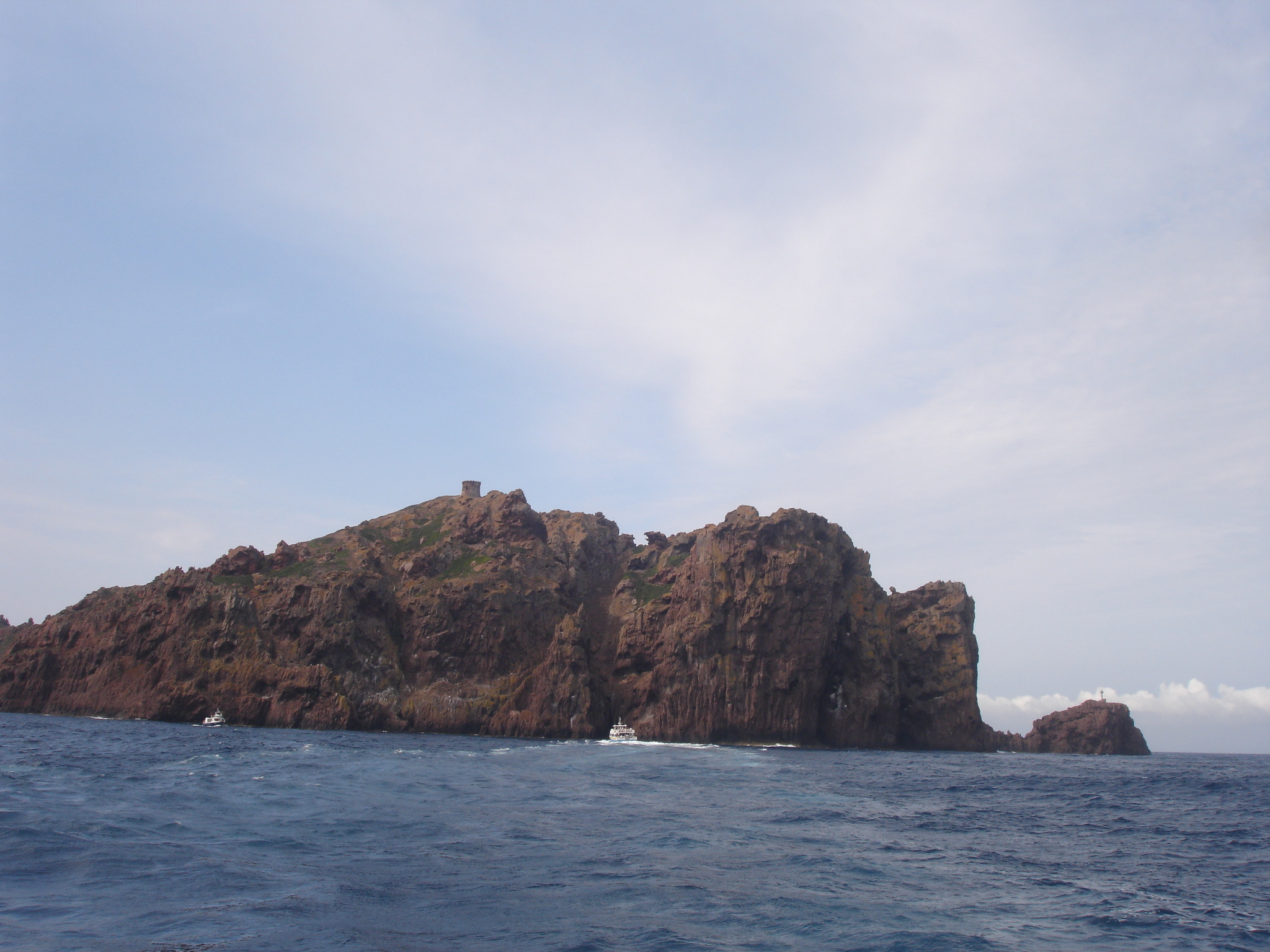
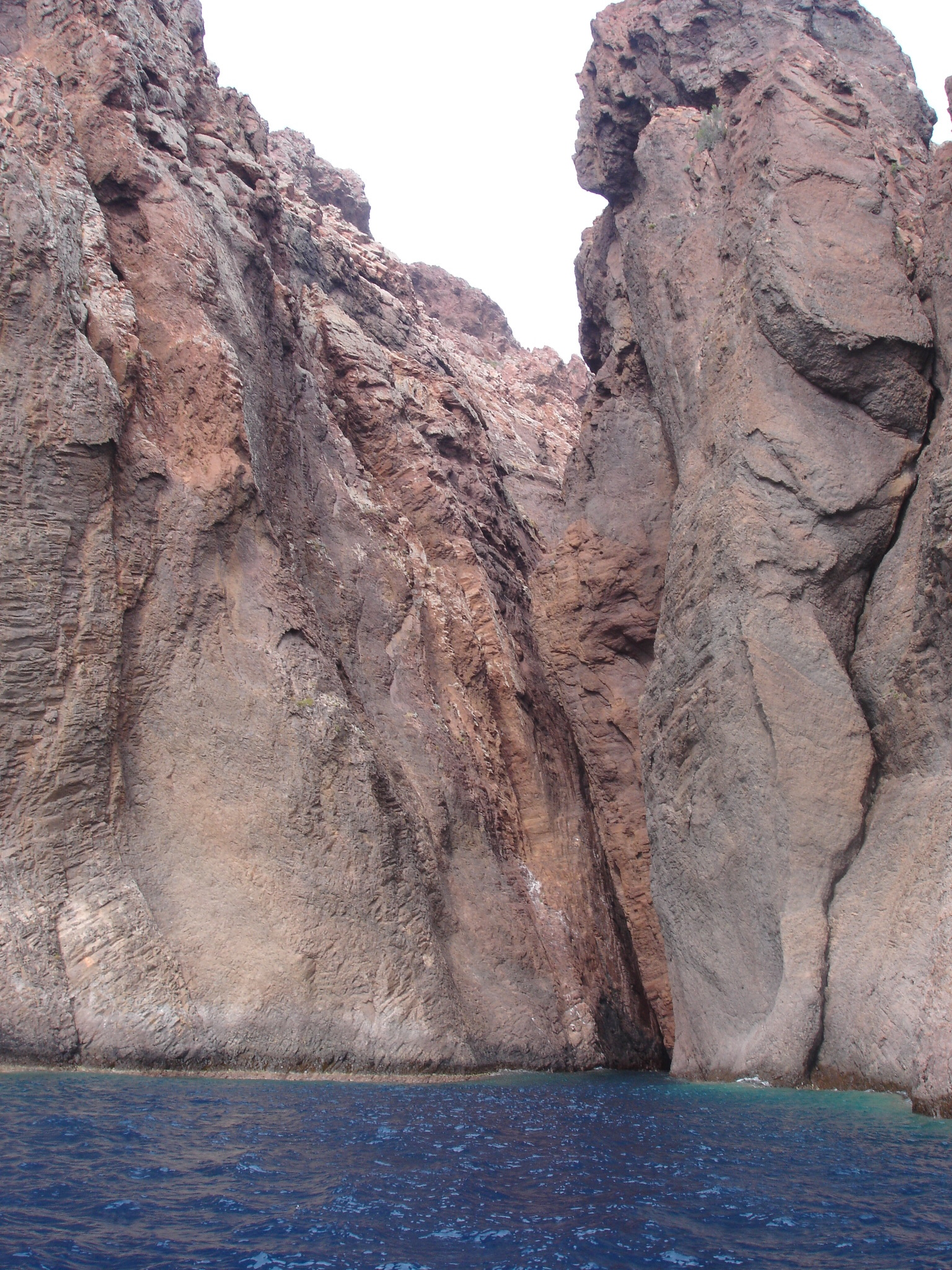
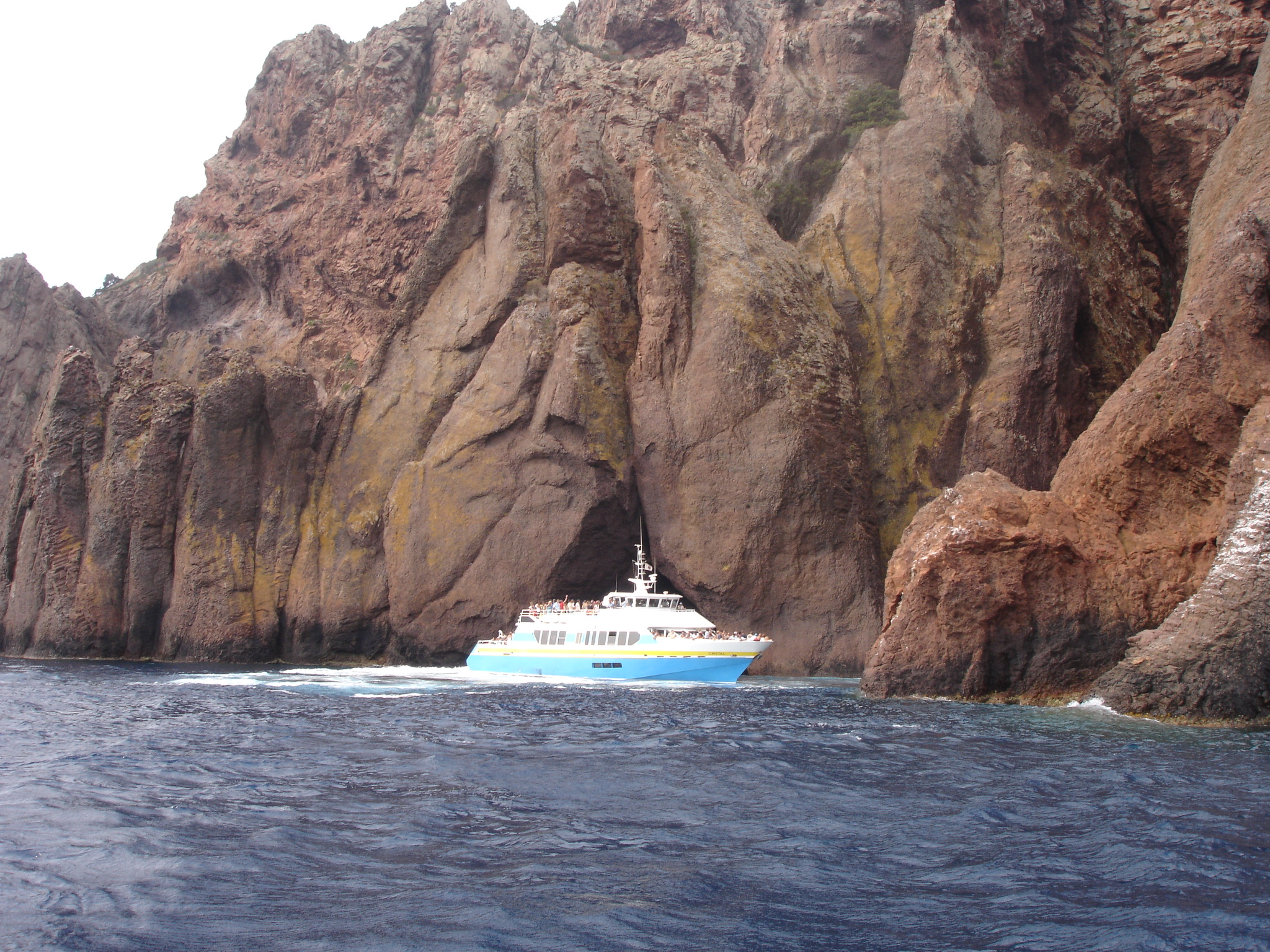
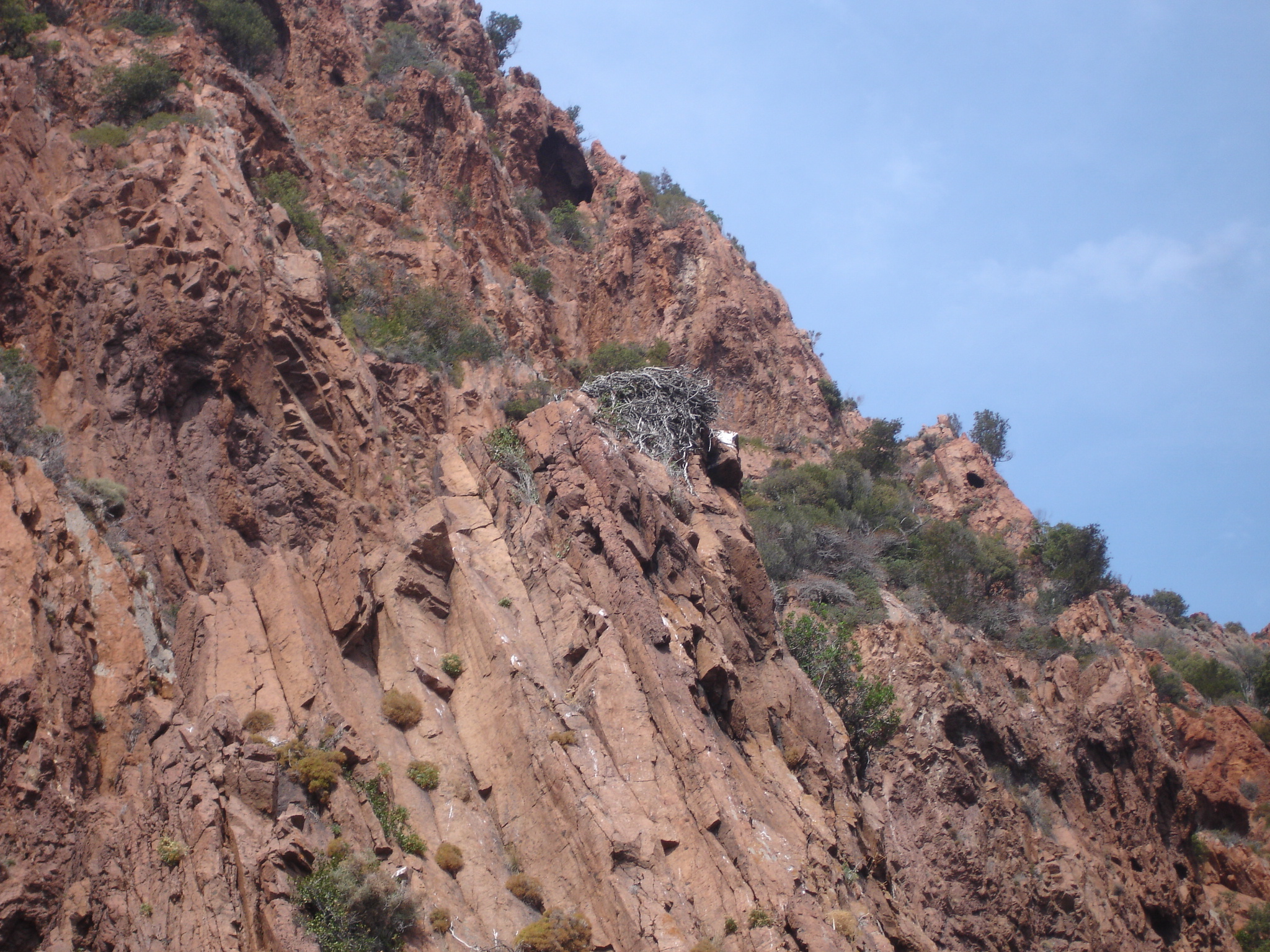
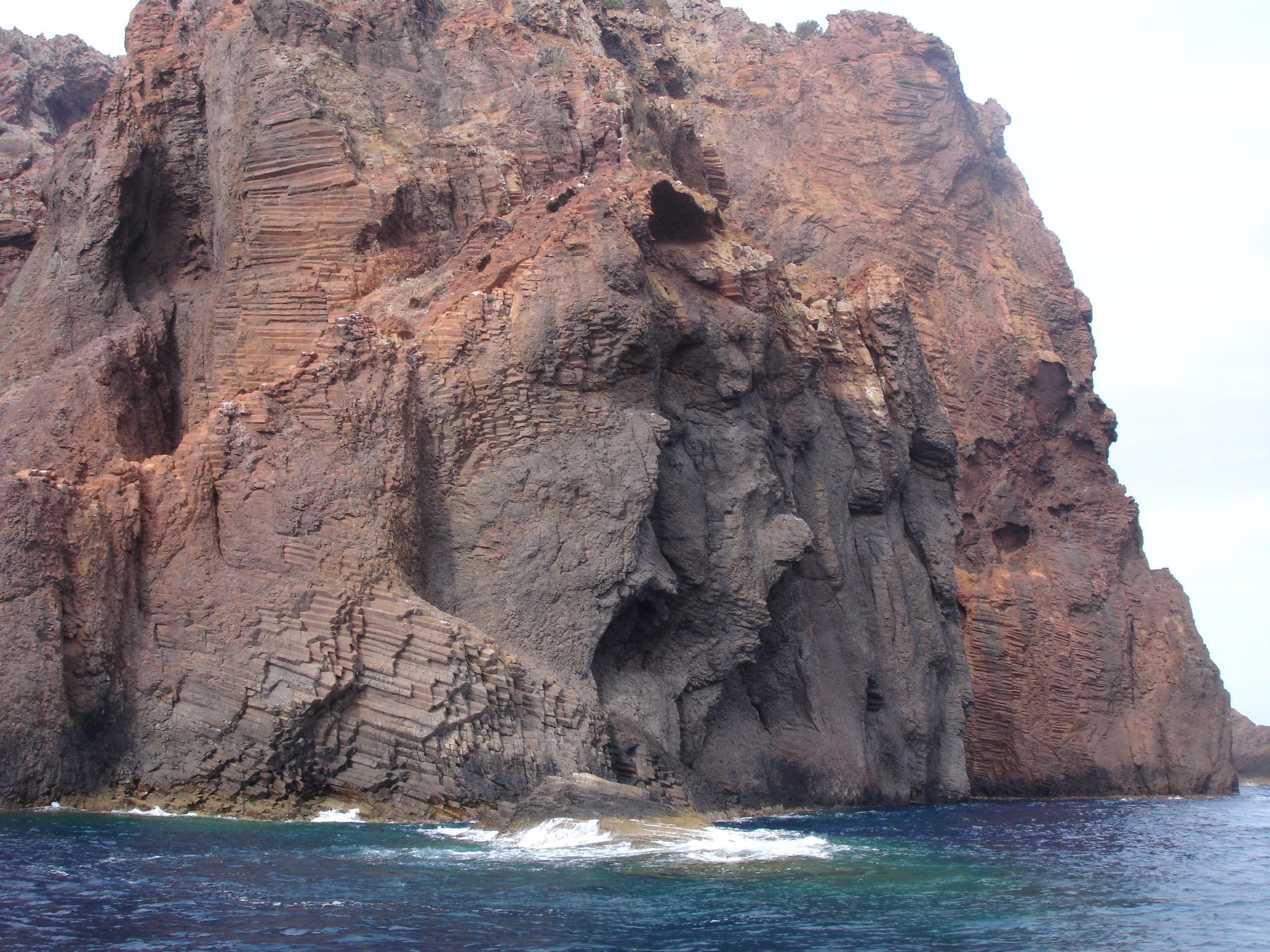